# Miss Svédország
A Miss Svédország a közkeletű megnevezése és megszólítása a nemzetközi szépségversenyeken részt vevő svéd versenyzőknek. A legtöbb ilyen versenyző valamelyik svéd országos verseny győztese vagy helyezettje, melyek az alábbiak lehetne:
- Fröken Sverige - 1949 és 2003 között megrendezett verseny, melynek győztese a Miss Universe, második helyezettje a Miss World versenyen vett részt.
- Miss World Sweden - 2003 óta ennek a versenynek a győztese vesz részt a Miss World versenyeken.
- Miss Universum Sverige - 2009 óta ennek a versenynek a győztese vesz részt a Miss Universe versenyeken.

Svédország az egyik legsikeresebb ország a szépségversenyek történetében, egyaránt 3-szor nyerte el a Miss Universe és a Miss World címeket. A legismertebb svéd szépségverseny-győztes Anita Ekberg színésznő.

## Fröken Sverige-győztesek 1950-51
Az első két verseny győztesei nem vehettek részt sem a Miss World, sem a Miss Universe versenyeken, mivel azokat 1951-ben, illetve 1952-ben alapították.
| Év   | Név          |
| ---- | ------------ |
| 1950 | Ebba Adrian  |
| 1951 | Anita Ekberg |

## Miss World-résztvevők
Az első kettő Miss World versenyt svéd versenyző nyerte.
| Év   | Név               | Helyezés |
| ---- | ----------------- | -------- |
| 1951 | Kiki Håkansson    | győztes  |
| 1952 | May Louise Flodin | győztes  |
| 1953 | Ingrid Johansson  |          |

## Fordítás
Ez a szócikk részben vagy egészben  a   Miss Sweden című angol Wikipédia-szócikk ezen változatának fordításán alapul.  Az eredeti cikk szerkesztőit annak laptörténete sorolja fel. Ez a jelzés csupán a megfogalmazás eredetét és a szerzői jogokat jelzi, nem szolgál a cikkben szereplő információk forrásmegjelöléseként.

## Külső hivatkozások
- Miss World hivatalos honlap
- GlobalBeauties.com
- Pageantopolis.com
- CriticalBeauty.com

- Miss Universe hivatalos honlap